# Спащенко Юрій Вікторович
Ю́рій Ві́кторович Спа́щенко (11 грудня 1994, Петропавлівка, Братський район, Миколаївська область, Україна — 5 вересня 2014, Тельманове, Тельманівський район, Донецька область, Україна) — молодший сержант Національної гвардії України, учасник війни на сході України, командир відділення (1-ша бригада оперативного призначення НГУ).

## Життєпис
Народився 1994 року в селі Петропавлівка (Братський район, Миколаївська область). Закінчив Петропавлівську ЗОШ; футболіст-аматор, у 2010—2011 роках виступав за «ДЮФК» Маринівка Миколаївської області. Від 2013 року — в рядах МВСУ. Взимку 2013—2014 років брав участь в охороні громадського порядку у Києві під час подій Революції Гідності.
В часі війни — молодший сержант, командир відділення 1-ї бригада оперативного призначення НГУ.
Загинув при виконанні службово-бойового завдання поблизу міста Тельманове Донецької області. Повертаючись із блокпоста, потрапив під обстріл терористів, під час бою діяв упевнено та рішуче, але дістав вогнепальне поранення, від якого загинув 5 вересня 2014 року. Тоді ж загинули Олександр Звінник, Петро Лавріненко, Микола Кобринюк, Андрій Шанський.
По смерті без Юрія залишилися мама і батько Віктор Станіславович.
Похований у Петропавлівці з військовими почестями у рідному селі.

## Нагороди та вшанування
- 14 листопада 2014 року за особисту мужність і героїзм, виявлені у захисті державного суверенітету та територіальної цілісності України, вірність військовій присязі під час російсько-української війни, відзначений — нагороджений орденом «За мужність» III ступеня (посмертно)
- 3 червня 2015-го на будівлі Петропавлівської ЗОШ відкрито і освячено меморіальну дошку честі випускника Юрія Спащенка.
- Його портрет розміщений на меморіалі «Стіна пам'яті полеглих за Україну» у Києві: секція 4, ряд 3, місце 16
- Вшановується в меморіальному комплексі «Зала пам'яті», в щоденному ранковому церемоніалі 5 вересня[1]